# Thripomorpha coxendix
Thripomorpha coxendix is een muggensoort uit de familie van de Scatopsidae. De wetenschappelijke naam van de soort is voor het eerst geldig gepubliceerd in 1912 door Verrall.